# Гирло
Ги́рло (укр. гирло) — название рукавов и проток в дельтах крупных рек, впадающих в Чёрное и Азовское моря, иногда зовут так и морской проливец, например Бугаз.

## Этимология
Слово «гирло» происходит от рум. gîrlă, gârlă, молд. гырлэ «устье, река», которое, в свою очередь, было заимствовано из славянских языков (очевидно, из болг. гърло «горло»).

## Общая информация
Кроме самих рукавов, гирлами называются также собственно окончания речных устьев, которые продолжаются в морской части дельты (в заливе, лимане).
Гирлами также называют пролив, канал или вообще более или менее глубокий фарватер, проложенный естественным течением реки или искусственным спрямлением в дельте реки. Так начальная летопись знает, что Волга, начинаясь в Оковском (Воковском, Волоковском) лесу, у Валдайского плоскогорья, и течёт в земли болгар и хвалисов и впадает в Хволынское море «семьюдесятью жерелы» (гирлами).
Известны дунайские, донские, днепровские, волжские гирла, для которых слово гирло используется как часть названия, имени собственного.
Нередко слово «гирло» смешивают со словом устье, хотя гирло и устье совсем не одно и то же.
Уже в «Книге Большому Чертежу», заключающей в себе объяснение географической карты, составленной в половине XVI столетия, слово «гирло» встречается часто и именно в смысле пролива: «А от устья реки Кубы (Кубани), морским берегом до морские гирла, что протока из Азовского моря в Чёрное море, и до Кафы 90 вёрст».
На юге России слово «гирло» в применении к рекам находится во всеобщем употреблении. В общем, обширном смысле слова, «устье» и «гирло» употребляются иногда безразлично, но в таком случае ими обозначают некоторую, обыкновенно неопределенную часть дельты, со всеми протекающими в ней рукавами. В частности же, слова эти служат к обозначению совершенно различных предметов.
Днепровские гирла, благодаря своим особым названиям, всего лучше показывают различие между словами «устье» и «гирло» и вполне определяют последнее. Два главных рукава, которыми Днепр впадает в лиман, есть собственно Днепр и рукав Конка. Непосредственное продолжение их в подводной дельте составляют судоходные гирла, из которых северное, служащее продолжением Днепра, называется Белогрудовским гирлом, а южное, служащее продолжением Конки, — Збурьевским гирлом.
Эти последние названия, совершенно отличные от названий рукавов реки, устраняют всякое недоразумение и вполне решают вопрос, где оканчивается река или её рукав, и где начинается гирло.
Из этого видно, что вообще гирла находятся не в реке, а в лимане, заливе или в море.
Так, донские гирла находятся в Таганрогском заливе, днепровские — в Днепровском лимане, дунайские (Георгиевское, Сулинское и прочие) — в Чёрном море.
В 1865 году в России был учреждён Гирловой комитет для поддержания донских гирл в положении, удобном для судоходства.
На севере России слово гирло совсем не употребляется в применении к рекам.
На самом севере Восточно-Европейской равнины Горло Белого моря поморами называется «Гирло» (это слово в именно такой огласовке приводит в своём рассказе «Запечатленная слава» Б. В. Шергин).
Гирлами также иногда называют другие морские проливы.